# Castegnato
Castegnato (Castignàt in dialetto bresciano), in passato noto anche come Castegnatto, è un comune italiano di 8 401 abitanti della provincia di Brescia in Lombardia.
Il comune di Castegnato fa parte del movimento Patto dei sindaci, un'iniziativa della Commissione Europea lanciata nel 2008 per riunire in una rete permanente le città che intendono avviare un insieme coordinato di iniziative per la lotta ai cambiamenti climatici.

## Geografia fisica
Castegnato si trova nella parte meridionale della Franciacorta, in un contesto sostanzialmente pianeggiante. Dista otto chilometri dal capoluogo di provincia. Si estende su una superficie di 9,17 km² e si trova ad un'altezza di 143 m s.l.m. circa.
Dal punto di vista idrografico, il territorio comunale viene attraversato ad est dal torrente Gandovere (che passa anche dai comuni di Roncadelle, Gussago, Rodengo-Saiano, Ome e Monticelli Brusati) e ad ovest dal canale della Seriola Nuova di Chiari (che per un certo tratto del suo percorso funge da linea di confine con il comune di Rodengo Saiano).

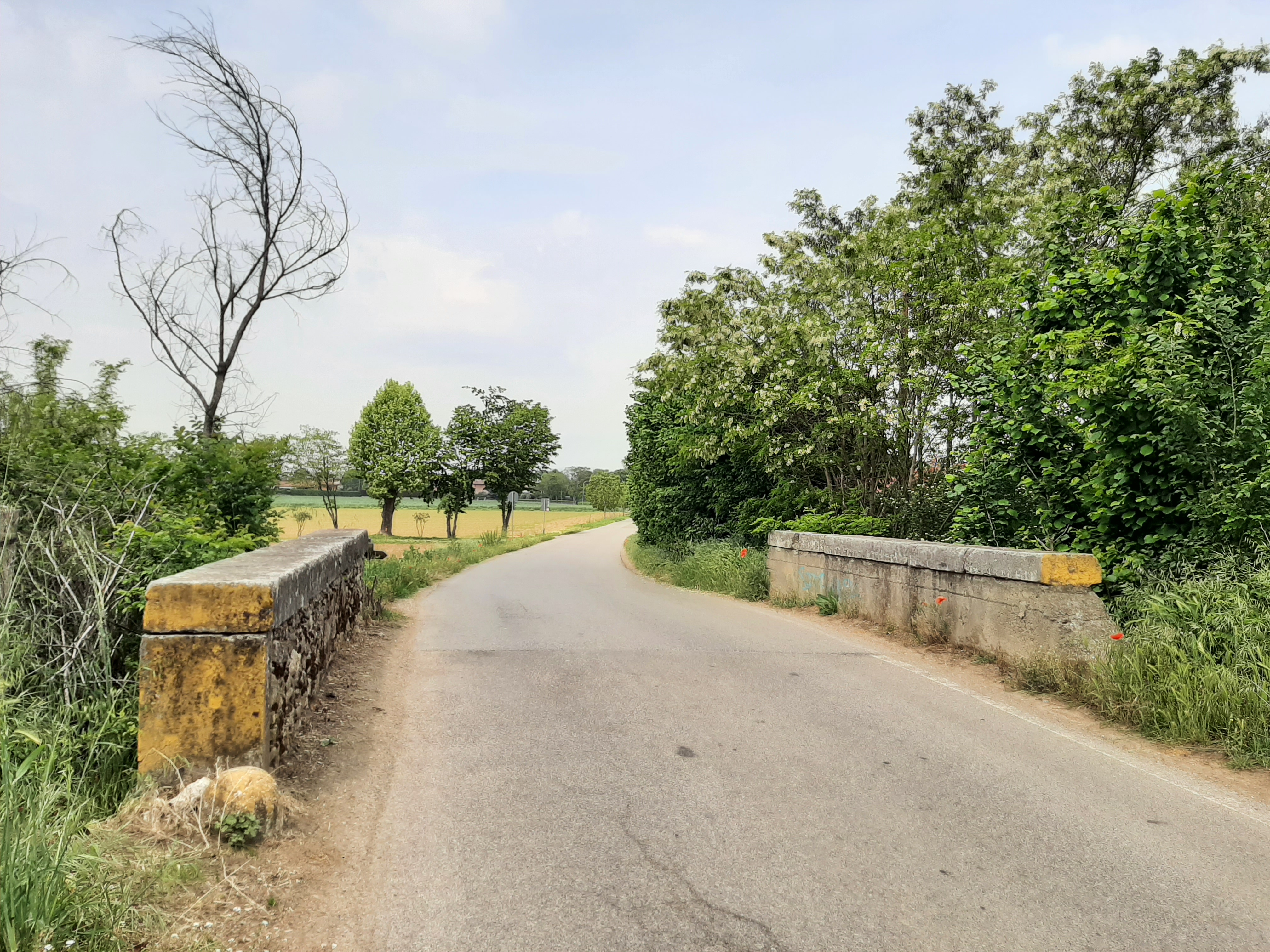
Ponte sul torrente Gandovere a Castegnato, via Cavezzo
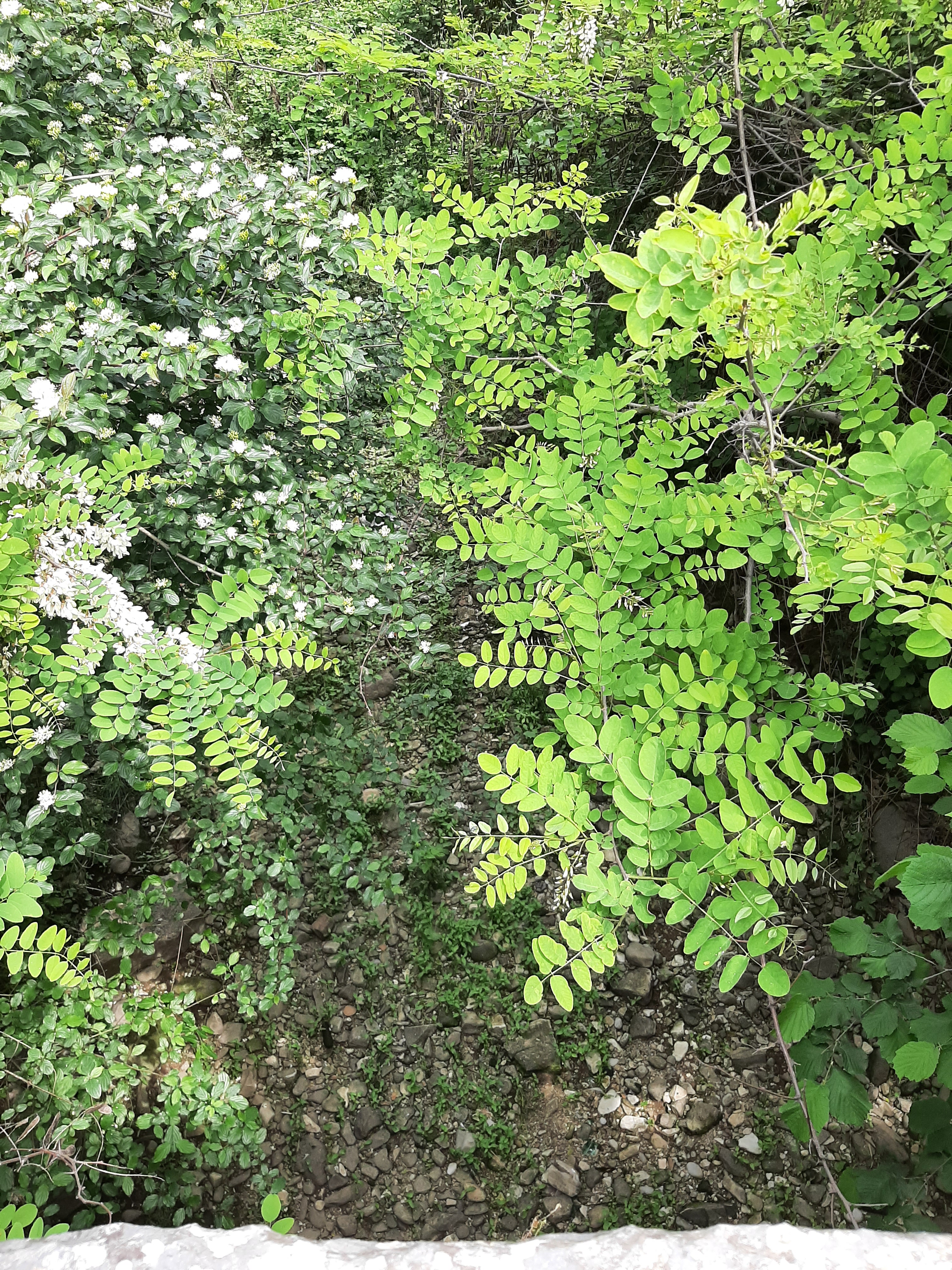
Letto del torrente Gandovere a Castegnato, via Cavezzo

### Clima
Il clima a Castegnato è caldo e temperato, con piovosità significativa durante tutto l'anno.
La temperatura media annuale è di 12,1 °C, essendo luglio il mese con temperature più alte (22,1 °C) e gennaio il mese con temperature più basse (2,0 °C).
La piovosità media annuale è di 1077 mm. In particolare le piogge sono più scarse nel mese di gennaio (54 mm) e più abbondanti nel mese di novembre (122 mm).
| [ 10 ]              | Mesi | Mesi | Mesi | Mesi | Mesi | Mesi | Mesi | Mesi | Mesi | Mesi | Mesi | Mesi | Stagioni | Stagioni | Stagioni | Stagioni | Anno  |
| [ 10 ]              | Gen  | Feb  | Mar  | Apr  | Mag  | Giu  | Lug  | Ago  | Set  | Ott  | Nov  | Dic  | Inv      | Pri      | Est      | Aut      | Anno  |
| ------------------- | ---- | ---- | ---- | ---- | ---- | ---- | ---- | ---- | ---- | ---- | ---- | ---- | -------- | -------- | -------- | -------- | ----- |
| T. max. media (°C)  | 6,1  | 7,7  | 12,2 | 16,0 | 20,1 | 24,5 | 26,4 | 26,0 | 21,3 | 16,4 | 10,9 | 6,8  | 6,9      | 16,1     | 25,6     | 16,2     | 16,2  |
| T. min. media (°C)  | −1,6 | −1,3 | 1,5  | 5,2  | 9,7  | 14,4 | 17,0 | 17,2 | 13,7 | 9,7  | 4,8  | 0,1  | −0,9     | 5,5      | 16,2     | 9,4      | 7,5   |
| Precipitazioni (mm) | 54   | 58   | 68   | 93   | 104  | 100  | 86   | 95   | 115  | 116  | 122  | 66   | 178      | 265      | 281      | 353      | 1 077 |

- Classificazione sismica: zona 3[7] (zona con pericolosità sismica bassa, che può essere soggetta a scuotimenti modesti), Ordinanza del PCM n. 3519/2006[11]
- Classificazione climatica: zona E, 2410 GR/G[12]
- Classificazione dei climi di Köppen: Cfa[10]

## Storia

### Origini
Le origini della città di Castegnato siano incerte; alcuni indizi sulle sue origini sono un ritrovamento archeologico risalente all'epoca imperiale romana e l'etimologia di alcuni toponimi (tra cui la località "Moie" e il torrente "Gandovere"), derivati dalle lingue celtiche.
L'origine del toponimo "Castegnato" è dibattuta: secondo lo storico Gianmaria Biemmi potrebbe fare riferimento ad un bosco di castagni che si trovava a sud del centro abitato, analogamente ad altri toponimi di centri abitati vicini (Castenedolo, Carpenedolo, Rovato, Canelo) che secondo lo stesso autore farebbero riferimento anch'essi alla vegetazione che si trovava attorno a tali centri abitati (rispettivamente: castagni, carpini, roveti e canneto). Secondo Dante Olivieri deriverebbe invece dal gentilizio latino Castinus, da cui sarebbe poi derivato Castinea e infine Castegnato.

La presenza di alberi di castagno nel luogo è attestata in un documento dell'estimo del 1641, in cui è indicata "una pezza di terra castagniva" nella zona del Paradello dell'estensione di un piò, appartenuta alla signora Aloisia Nassino. Probabilmente tali alberi di castagno non costituivano un bosco, bensì erano parte di una vegetazione mista, nella quale i castagni, che sono normalmente presenti in collina, costituivano un fatto curioso nel territorio pianeggiante del luogo, per cui il toponimo sarebbe stato scelto da tale "eccezionalità".
Secondo molti storici bresciani dell'Ottocento (tra cui Cocchetti e Odorici), in epoca romana Castegnato era attraversata da un'importante strada romana consolare che metteva in comunicazione Brescia (lat. Brixia) con Bergamo e la Val Camonica (in latino Vallis Camunnorum), costeggiando il lago d'Iseo (in latino Sebinus lacus, da cui il nome della strada) e terminando a Rognum (Rogno).
È probabile che il paese abbia fatto parte del Territorium Civitatis e perciò dipendente spiritualmente dalla Plebs urbana, che si estendeva per un raggio di circa 10 km intorno alla città.

### Età medievale
Nel periodo medievale il territorio di Castegnato appartenne almeno in parte al monastero di Santa Giulia, mentre la parte più a nord-est fece parte dei beni del monastero di Rodengo. Dall'inventario del monastero di Santa Giulia (la cui redazione, tra l'879 e il 906, è attribuita alla badessa Berta, figlia del re d'Italia Berengario), risulta che tale monastero avesse una corte dominica a Castegnato (chiamato nell'inventario "Castaneto"). L'inventario indica che nel villaggio di Castegnato e all'interno della corte si trovavano una cappella (con altare, arredi sacri e cinque libri sacri), due case, una "caminata", e decine di moggi di terra destinata all'agricoltura.
Tra il IX e il X secolo fu edificata la prima chiesa di Castegnato, ovvero la chiesa di San Zenone (con una singola navata e un altare), che fu demolita alla fine del Seicento, senza lasciarne traccia, al fine di riutilizzare i suoi materiali per la costruzione della nuova chiesa di San Giovanni Battista. L'autorità vescovile diede il consenso a tale demolizione e riuso dei materiale della chiesa di San Zenone a patto che il luogo dove sorgeva la vecchia chiesa di San Zenone fosse stato "considerato luogo sacro e conservato". Probabilmente la chiesa di San Zenone era situata dove fu successivamente costruito il cimitero di Castegnato: tale ipotesi è rafforzata dal ritrovamento delle fondamenta e i ruderi durante i lavori di ampliamento del cimitero nel 1877 e dal fatto che nel catasto napoleonico era indicato che i terreni nella zona del cimitero stavano in "S. Zeno" o "S. Zenino".
Castegnato era probabilmente dotata di un castello situato in contrada Torre. Il nome della contrada Torre potrebbe derivare forse da una torre presente in tale castello o più in generale dalla presenza a Castegnato di fortificazioni o cascine fortificate. Secondo Don Piccinelli il castello era stato fatto costruire dal feudatario Beniamino da Manerba, che avrebbe avuto il feudo di Castegnato dall'imperatore Federico II, ma dalla lettura del diploma di Federico II pubblicato nel Codice Diplomatico Bresciano dell'Odorici risulta che il feudo chiamato "Castignati" e assegnato a Beniamino da Manerba in realtà fosse un feudo situato nel territorio di Manerba, quindi non corrispondente a Castegnato.
Da un estimo risalente al 1385 si legge che il comune di Castegnato faceva parte della quadra di Rovato. Successivamente, secondo un documento ducale della Repubblica di Venezia risalente al 1450, Castegnato fu inserito nella quadra di Gussago, assieme a Gussago, Cellatica, Rodengo, Ronco, Saiano, Brione, Ome, Polaveno, Monticelli Brusati, Provezze, Provaglio d'Iseo e Valenzano.
Nel 1493 la popolazione di Castegnato ammontava a 310 abitanti. Tale numero scese nel 1505 a 250, come conseguenza di una pestilenza, per poi salire a 587 abitanti nel 1561.

### Età moderna
Nel 1600 Castegnato fu sede di diversi episodi di criminalità, con aumento di risse e omicidi, spesso legati all'utilizzo dell'acqua, a dispute su confini dei terreni o altri torti subiti. Tali episodi includono una rissa con sparatoia del 1605, iniziata nella contrada dello Stallo, e l'uccisione di quattro persone nel 1646.
La peste del 1630 provocò circa un centinaio di morti a Castegnato, portando la popolazione a circa 640 presenze. In ricordo di tale tragico periodo, fu eretta una santella nei pressi del lazzaretto.
Le prime scuole sorsero intorno al 1650 e in seguito fu aperto un collegio femminile presso il convento.
Nel 1686 fu edificata la nuova chiesa parrocchiale di San Giovanni Battista, che fu consacrata sei anni dopo, nel 1692.

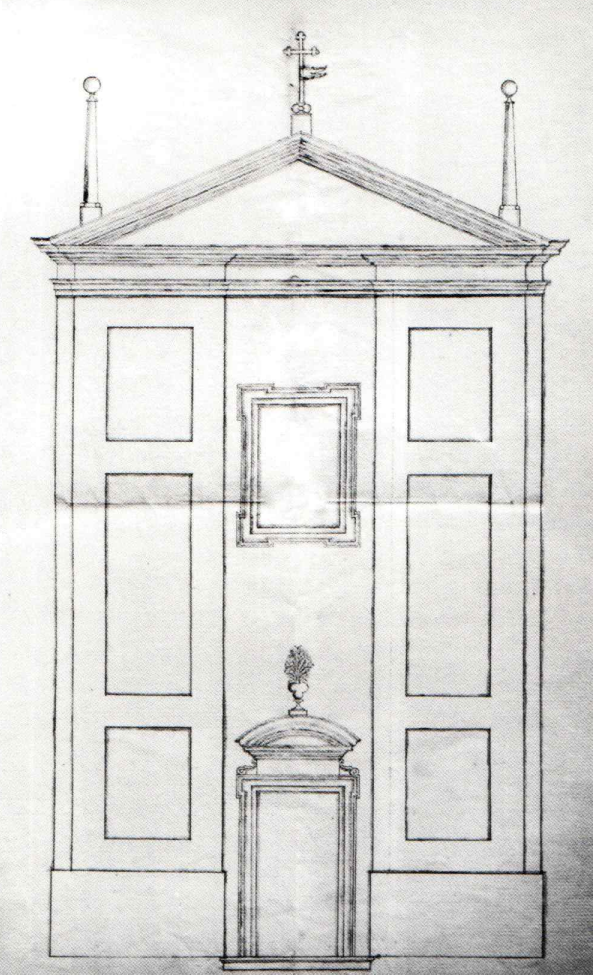
Disegno della chiesa di San Giovanni Battista (1681)
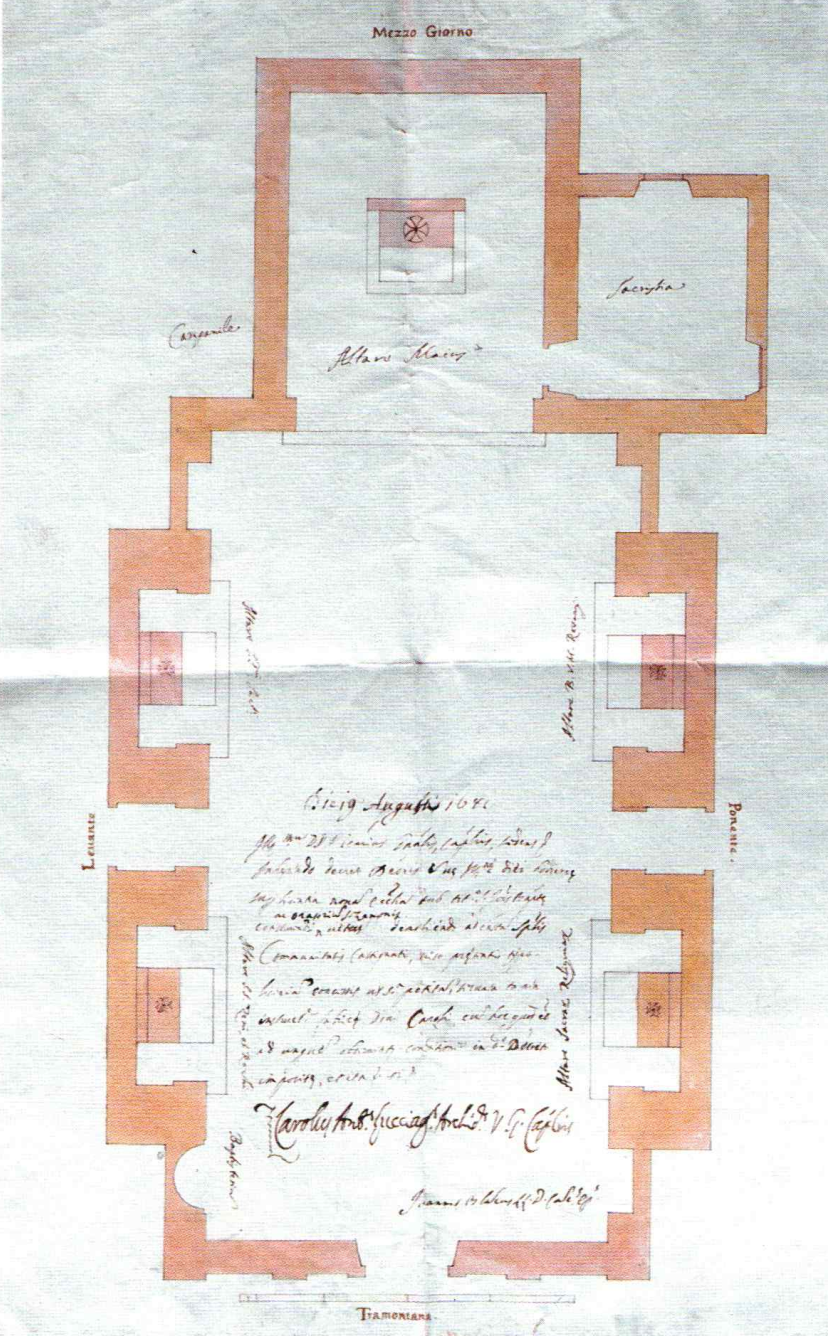
Pianta della chiesa di San Giovanni Battista (1681)

Tra il 1701 e il 1707 Castegnato, come altre città bresciane, subì gravi conseguenze economiche e morali causate dai soldati coinvolti nella battaglia di Chiari, che saccheggiarono le case dei cittadini derubandoli di foraggio e altri beni, come testimoniano le 66 polizze di rimborso dei danni subiti, conservate nell'Archivio Storico Civico di Brescia.

### Età contemporanea

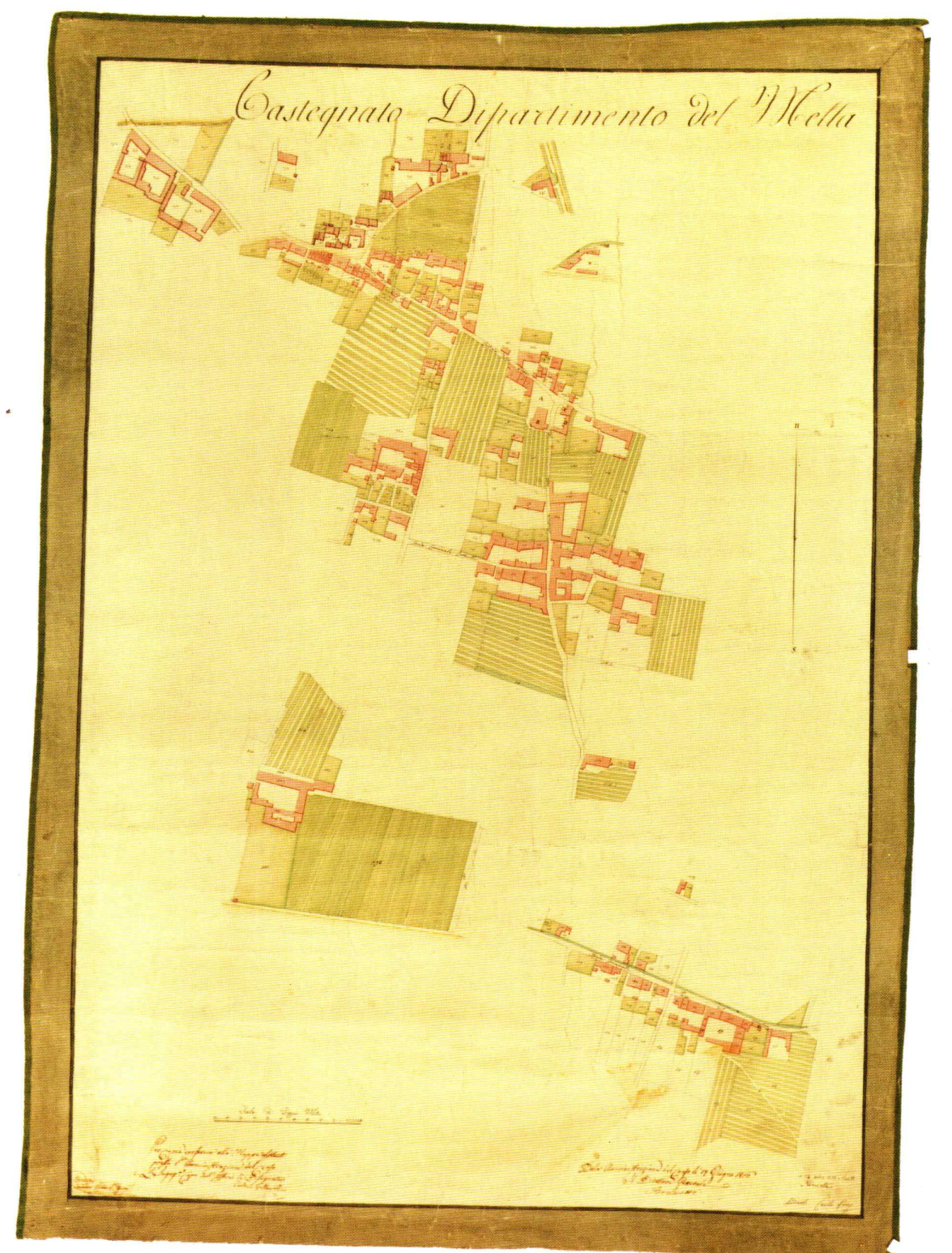
Mappa del centro urbano di Castegnato nel catasto napoleonico (1816)

In seguito alla conquista di Napoleone Bonaparte, nel 1797 è istituito lo Stato della Repubblica Cisalpina, e di conseguenza è abolita la precedente organizzazione comunale basata sulle "quadre" per introdurre una nuova organizzazione basata sui dipartimenti. Castegnato entra così a far parte del Dipartimento del Mella. Durante la dominazione napoleonica, attraverso il catasto napoleonico sono stilate mappe dettagliate che permettono di avere una rappresentazione attendibile del territorio di Castegnato, che include la dislocazione dei fondi e degli edifici castegnatesi. In questo periodo sono inoltre istituite le prime scuole gratuite a Castegnato, con la scuola maschile nell'antica chiesa parrocchiale e la scuola femminile nei locali dell'orfanotrofio (successivamente adibito a convento delle suore).
In seguito al Congresso di Vienna del 1814 il governo austriaco instaurò il Regno Lombardo-Veneto e una nuova organizzazione comunale, che vedeva Castegnato aggregato al II Distretto di Ospitaletto. Quest'ultima dominazione terminò all'alba del 14 giugno 1859, quando gli eserciti dell'avanguardia di Vittorio Emanuele II e di Napoleone III entrarono in paese, a cui seguì, tre giorni dopo, la visita a Brescia di Vittorio Emanuele II e Napoleone III, che intanto sostarono rispettivamente a Travagliato e Castegnato. In particolare, Vittorio Emanuele II ebbe il suo quartier generale presso il palazzo di proprietà di Panzerini e Franzoni. Ne rimangono tangibili tracce nell'attuale dimora dei signori De Leone, in località Case.
Nel 1869, attraverso apposito Regio Decreto, le frazioni di Borbone e Case furono staccate dal comune di Rodengo (a cui erano state aggregate nel 1816, staccandole da Castegnato) e riunite al comune di Castegnato. Dieci anni dopo, al comune di Castegnato fu unita anche la frazione di Pianera, staccata dal comune di Travagliato.
All'inizio del 1869 Castegnato aveva un solo mulino, detto "il Molinetto" e situato nella contrada Molino. Con l'aggregazione delle frazioni Borbone e Case, avvenuta nello stesso anno, si aggiunge un secondo mulino, più grande, chiamato "il Molinasso".
Nel 1919, terminata la prima guerra mondiale, risultavano aperti a Castegnato il Circolo operaio, l'Associazione nazionale combattenti (promotore dell'erezione del monumento ai caduti della prima guerra mondiale) e la sezione del Partito popolare. A queste iniziative popolari, si aggiunge nel 1920 la Lega dei contadini.
A seguito di un'aggressione, lo storico di Castegnato don Piccinelli muore nel 1924 a Ospitaletto.
Il 28 aprile 1945 si svolse tra le strade di Castegnato una battaglia che si concluse con la morte di 3 patrioti e di 9 civili e 30 feriti. Tale battaglia ebbe inizio quando, in risposta al transito di automezzi tedeschi che svetolavano la bandiera bianca della resa, i patrioti castegnatesi spararono alcuni colpi di fucile come avvertimento, a cui gli avversari risposero sparando su case, patrioti e cittadini. Qualche giorno dopo, il 1 maggio 1945, venne costituito a Castegnato il Comitato di Liberazione Nazionale.
Nel 2012 Castegnato ha costituito un accordo di collaborazione con gli altri comuni della Franciacorta.

### Simboli

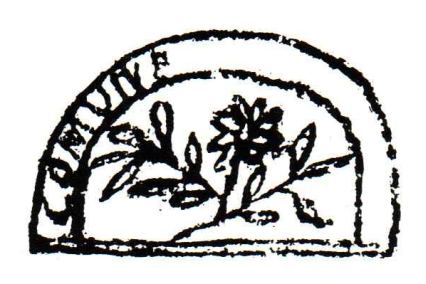
La prima raffigurazione dello stemma di Castegnato, sul frontespizio del registro d'estimo del 1783

Lo stemma del comune è stato riconosciuto con decreto del capo del governo del 3 aprile 1933.
(D.C.G. del 3 aprile 1933)
È un'arma parlante ed è documentata almeno dal 1783, quando nel frontespizio del registro d'estimo del borgo compare un ramoscello di castagno come simbolo della Comunità di Castegnato.
Il gonfalone è un drappo di bianco.

### Il culto di san Vitale

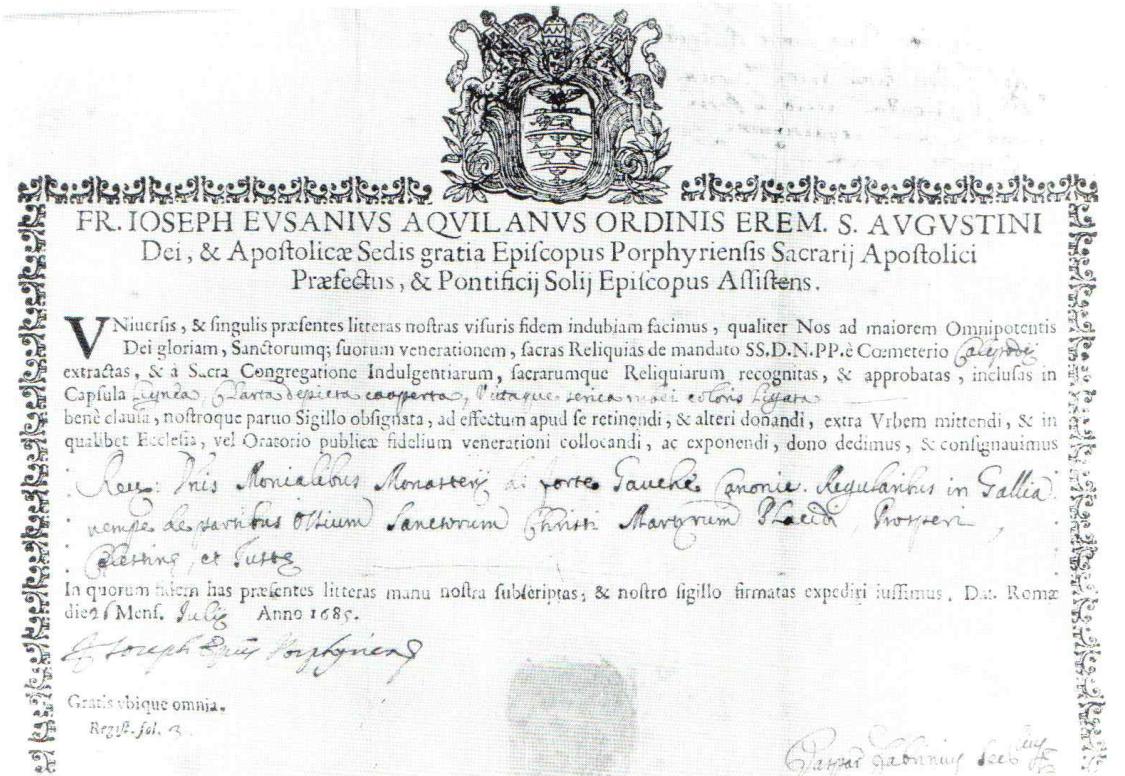
Pergamena accompagnatoria delle reliquie di San Vitale (1685)

Sebbene a Castegnato sia stato sempre sentito il culto del patrono san Vitale, celebrato con feste e processioni, non si sa chi fosse esattamente tale martire.
La reliquia di san Vitale, custodita nella chiesa di San Giovanni Battista, proviene da Roma, dalle catacombe di San Callisto, dove il corpo del santo era seppellito fino al 1660. Dopo essere passata in mano a un tale fra Giocondo nel 1685, la reliquia era destinata ad essere portata a Salò, ma fu donata a Castegnato in seguito alle richieste della sorella del frate.
Nel passato era tradizione da parte dei contadini di Castegnato strofinare sulla teca della reliquia foglie di gelso bianco tritate: questo rituale aveva lo scopo di invocare il santo affinché proteggesse gli allevamenti dei bachi da seta, che rappresentavano un'importante attività economica per il paese.

## Monumenti e luoghi d'interesse

### Chiesa di Santa Maria

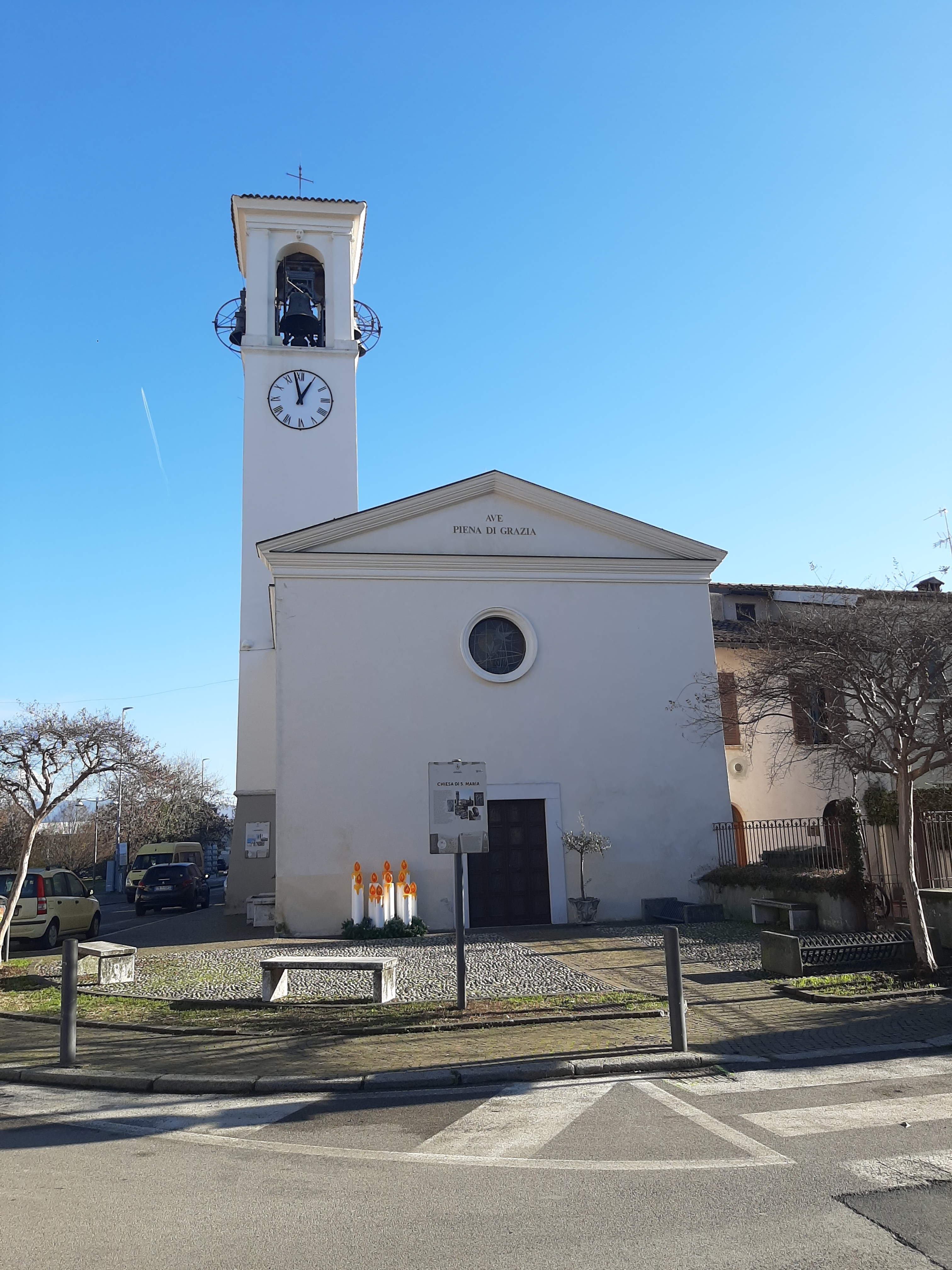
Facciata e campanile della chiesa di Santa Maria

La prima chiesa di San Giovanni Battista fu edificata nel Quattrocento, utilizzando i materiali della chiesa di san Zenone, anticamente presente nella zona del cimitero.
In seguito alla costruzione della nuova chiesa di San Giovanni Battista, la prima chiesa di San Giovanni Battista (che si trova nella stessa piazza della nuova chiesa) cambiò il suo nome in chiesa di Santa Maria.
Essendo stata utilizzata per usi civili durante la dominazione napoleonica, fu oggetto di restauro e impreziosita negli anni '90.

### Chiesa di San Giovanni Battista

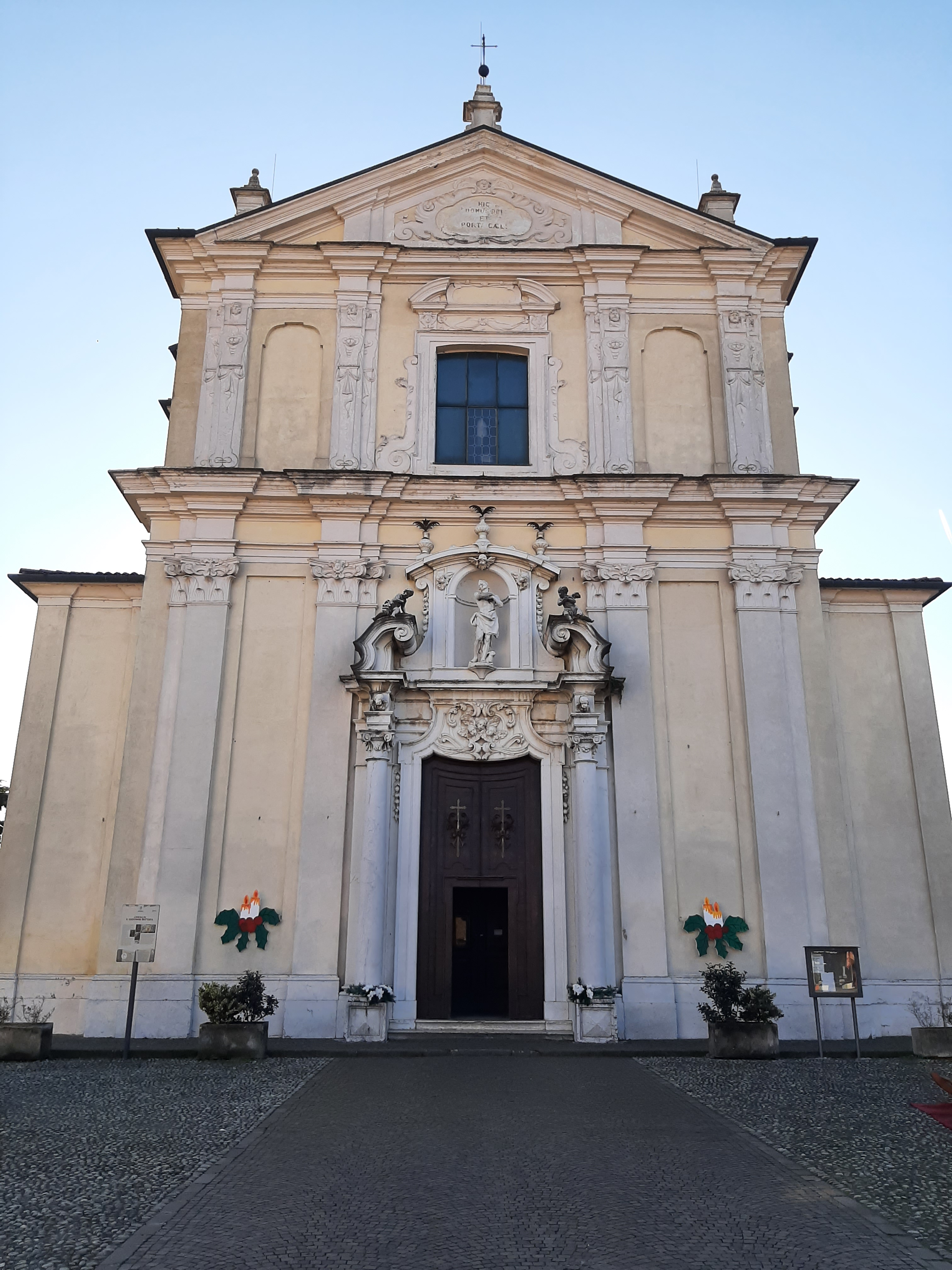
Facciata della chiesa di San Giovanni Battista

L'attuale chiesa di San Giovanni Battista è la chiesa parrocchiale del paese.
Nella seconda metà del XVII secolo, come conseguenza dell'aumento demografico in seguito alla peste del 1630, sorse la necessità della costruzione di una nuova chiesa. La cerimonia della posa della prima pietra della nuova chiesa ebbe luogo nel 1682. La progettazione della chiesa fu probabilmente opera dagli architetti e capomastri Antonio e Bartolomeo Spazio (padre e figlio), mentre la direzione dei lavori fu svolta probabilmente dal figlio Bartolomeo.
All'esterno il portale è composto da una statua di San Giovanni Battista, sorretta da cherubini e da due colonne a tutto tondo in marmo Botticino. La navata risulta del XVII secolo, mentre transetto, cupola e presbiterio sono ben più recenti a causa degli ampliamenti degli anni '40 e '80 del 1900. La pala (in olio su tela) dell'altare maggiore, opera di Sante Cattaneo, raffigura la Sacra Famiglia con san Vitale, san Giovannino e sant'Antonio da Padova in una fastosa cornice barocca. Lungo tutta la navata sono presenti i ritratti dei Dodici Apostoli del 1714, dipinti da Antonio Paglia.
A destra, nel primo altare detto "di Sant'Anna", vi è una tela raffigurante la Madonna col Bambino tra i santi Angelo Custode, Anna e Gioacchino, mentre nella nicchia del secondo altare a destra vi è una statua della Beata Vergine affiancata dai misteri dal Rosario e dalle statue di san Giovanni evangelista e san Marco; sotto alla statua della Madonna è presente la teca contenente i resti mortali del patrono, san Vitale. Sul lato sinistro il primo altare detto "dei Santi Filippo Neri e Francesco di Sales" ospita un dipinto di sante Cattaneo; nel secondo altare è presente un dipinto della Santa Croce affiancato dalle statue di san Luca e san Matteo.  Nella controfacciata vi è una grande tela (450 × 280 cm) raffigurante la decollazione di san Giovanni Battista. Maestosa è anche la tela (390 × 340 cm) raffigurante l'Imposizione del nome del Battista, collocata nel transetto destro.

### Chiesa di Sant'Antonio

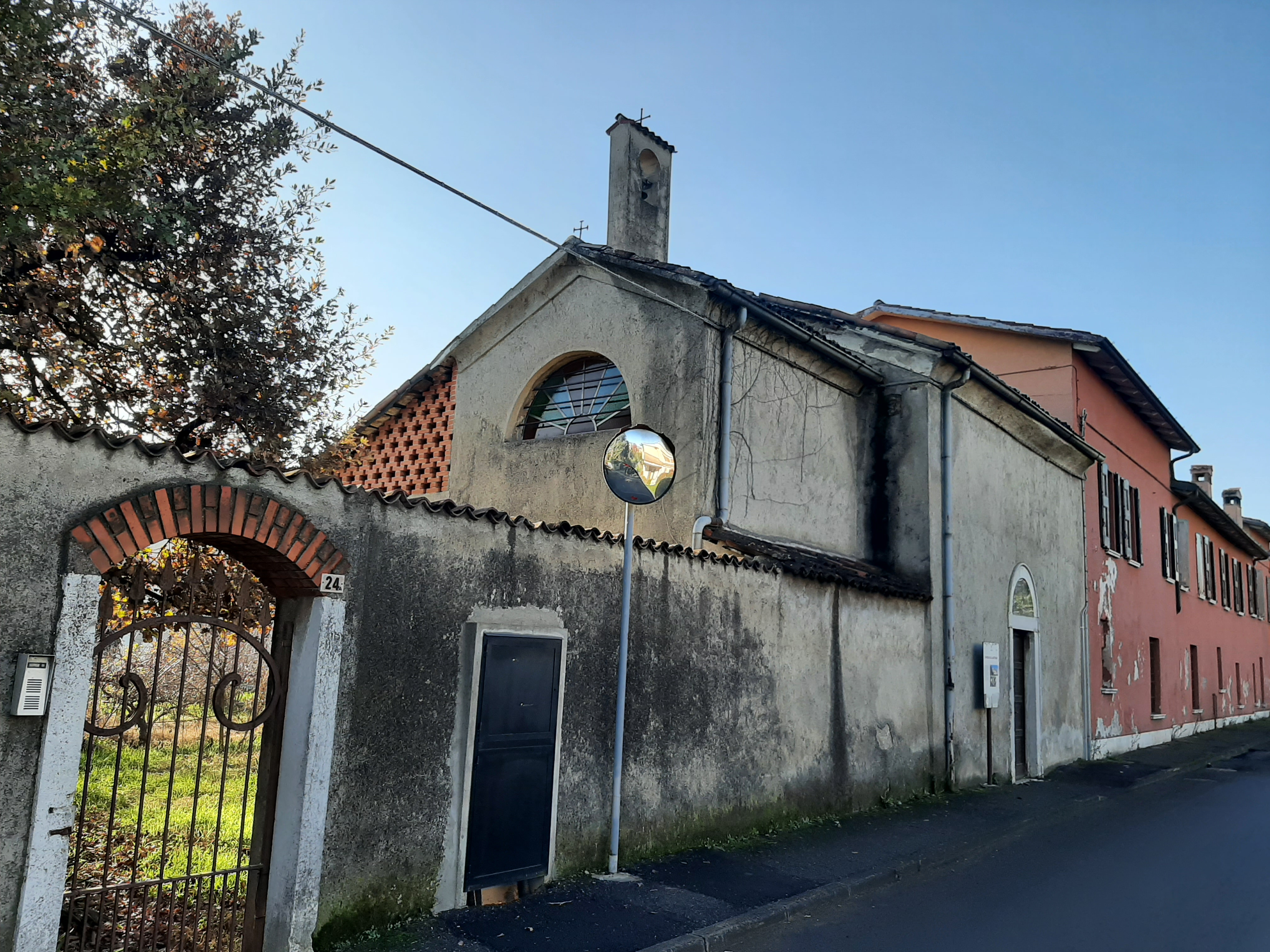
Chiesa di Sant'Antonio

La costruzione della chiesa di Sant'Antonio, ad opera della famiglia Mainetti, risale al 1683.
All'interno si trovano una statua di Sant'Antonio, una statua della Madonna con Bambino e una pala dell'Apparizione della Madonna con Bambino a sant'Antonio.

### Oratorio di Santa Maria in Silva
Nella frazione denominata "Pianera", a sud dell'abitato di Castegnato sul confine con il comune di Travagliato, sorge l'antico Oratorio di Santa Maria in Silva. La frazione prende la denominazione da una nobile famiglia bresciana originaria di Quinzano d'Oglio: i Pianeri. Il Monsignor Paolo Guerrini riporta uno scritto di Giuseppe Nember nel quale così parla dei Pianeri: «I Planeri ebbero case e fondi anche nel territorio fra Travagliato e Castegnato, e la grande fattoria Pianera ebbe da loro il nome perché era di loro proprietà [...] il 13 gennaio 1452 il Comune di Brescia concedeva la cittadinanza bresciana ai due fratelli Andreolo e Bartolomeo qm. Pietro Bono de Planeris. I Planeri erano emigrati in città di Quinzano loro patria natia».
Certamente la famiglia aveva la residenza sui possedimenti in Pianera, poiché nell'estimo delle contrade Borbone e Pianera del 1641 si legge: «Pianeri Francesco quondam Andrea - un casamento da padrone e massaro a mezzodì della terra con sette corpi di stanze, quattro terranee e tre superiori, con aia, brolo, orto e colombaia, corcondata da muro...».
Francesco Pianeri, unitamente al fratello Andrea, nel Seicento fece costruire un oratorio privato dedicato a Santa Maria in Silva, che serviva per le celebrazioni liturgiche alle quali partecipavano, oltre ai loro famigliari, i contadini della frazione e dei cascinali limitrofi.

### Corte San Camillo
Chiamata così perché Camillo Benso, conte di Cavour pernottò qui per una notte. La via si chiama proprio via Cavour in Località Case, che confina con il comune di Rodengo-Saiano e bagnata dalla Seriola Nuova. La località conta circa 180 abitanti ed è formata da 12-13 abitazioni. Dietro le abitazioni più a sud della località è presente un campo da calcio dove giocano le giovanili del Brescia Calcio e del Castegnato.

### Palazzi
- Palazzo Chizzola
- Palazzo Rodengo
- Palazzo De Leone

### Ville
- Villa Baitella è una grande tenuta agricola al confine tra Castegnato e Ospitaletto. Comprende un nucleo centrale costituito da una villa settecentesca e da abitazioni seicentesche. Il nome è derivato da quello dei Baitelli, una ricca famiglia bergamasca di commercianti di stoffe, che nel Trecento si trasferirono in Franciacorta acquisendo delle terre, facendo costruire il primo nucleo edilizio del complesso. Nel 1670 la proprietà passò alla famiglia Martinengo, che diede inizio alla costruzione della villa. Dal 1838, estintosi l'ultimo dei discendenti, la tenuta passò varie volte di mano, iniziando una fase di decadenza, che, alla fine della Seconda guerra mondiale, durante la quale la struttura fu occupata, si trasformò in abbandono, fino al successivo restauro, avvenuto nel 2000. Il complesso è circondato da un parco di 30.000 m2.[senza fonte]
- Villa Calini si affaccia nel centro storico, sulla strada che dalla Parrocchiale porta all'oratorio e al cimitero. Costruita nel XVIII secolo, fu la residenza di campagna dei conti Calini. Ora è adibita ad abitazione privata.[senza fonte]
- Villa Camadini
- Villa Rota

## Società

### Evoluzione demografica
Abitanti censiti

### Etnie e minoranze straniere
Secondo i dati ISTAT nel 2021 la popolazione straniera residente era di 924 persone (pari al 11,1%), con le seguenti nazionalità maggiormente rappresentate:
1. Pakistan - 148
2. Egitto - 133
3. Romania - 102
4. Senegal - 95
5. Marocco - 79
6. India - 57
7. Albania - 48
8. Moldavia - 39
9. Ucraina - 36

## Cultura

### Musica

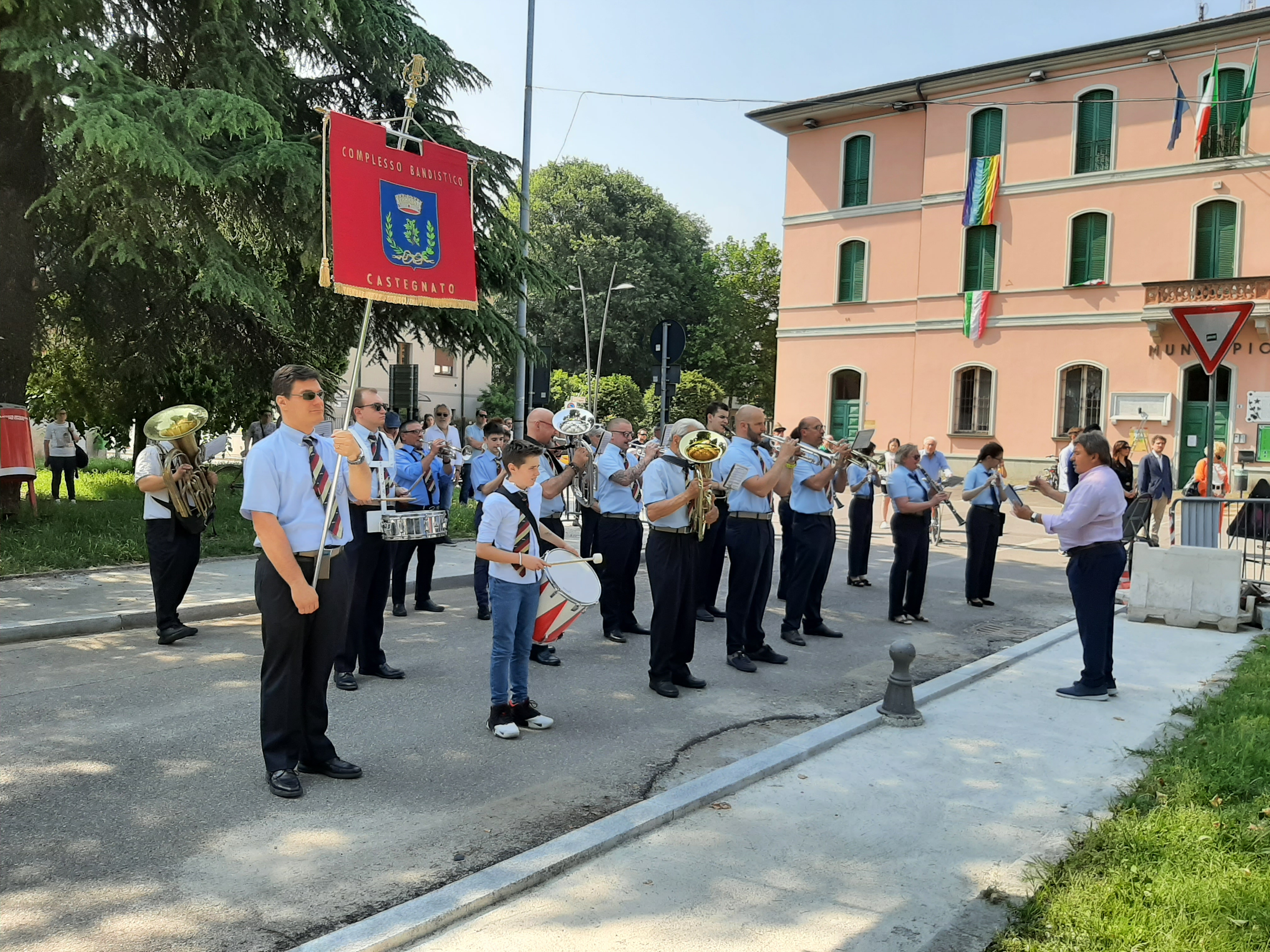
Corpo Bandistico Castegnato presso il municipio durante la festa della Repubblica del 2023

A partire dal 1972 a Castegnato opera il "Complesso Bandistico di Castegnato", presente durante principali le feste e manifestazioni di Castegnato, tra cui 8 marzo, 25 aprile, la festa di San Vitale, la festa della Cultura (30 maggio), il concerto di primavera in Villa Bertoli (31 maggio), la festa della Repubblica (2 giugno), il Corpus Domini, "Franciacorta in Bianco", la festa delle Forze Armate (4 novembre) e il concerto di Natale.

Dal 1996, anno in cui si esibisce per il concerto di chiusura delle manifestazioni per il Giubileo di San Vitale, il complesso bandistico è parte del "Comitato per la Festa di San Vitale". È gemellato con la banda musicale "Braccio Fortebraccio" di Montone. Dal 2020 ha assunto il nuovo nome "Corpo Bandistico Castegnato".

### Cucina

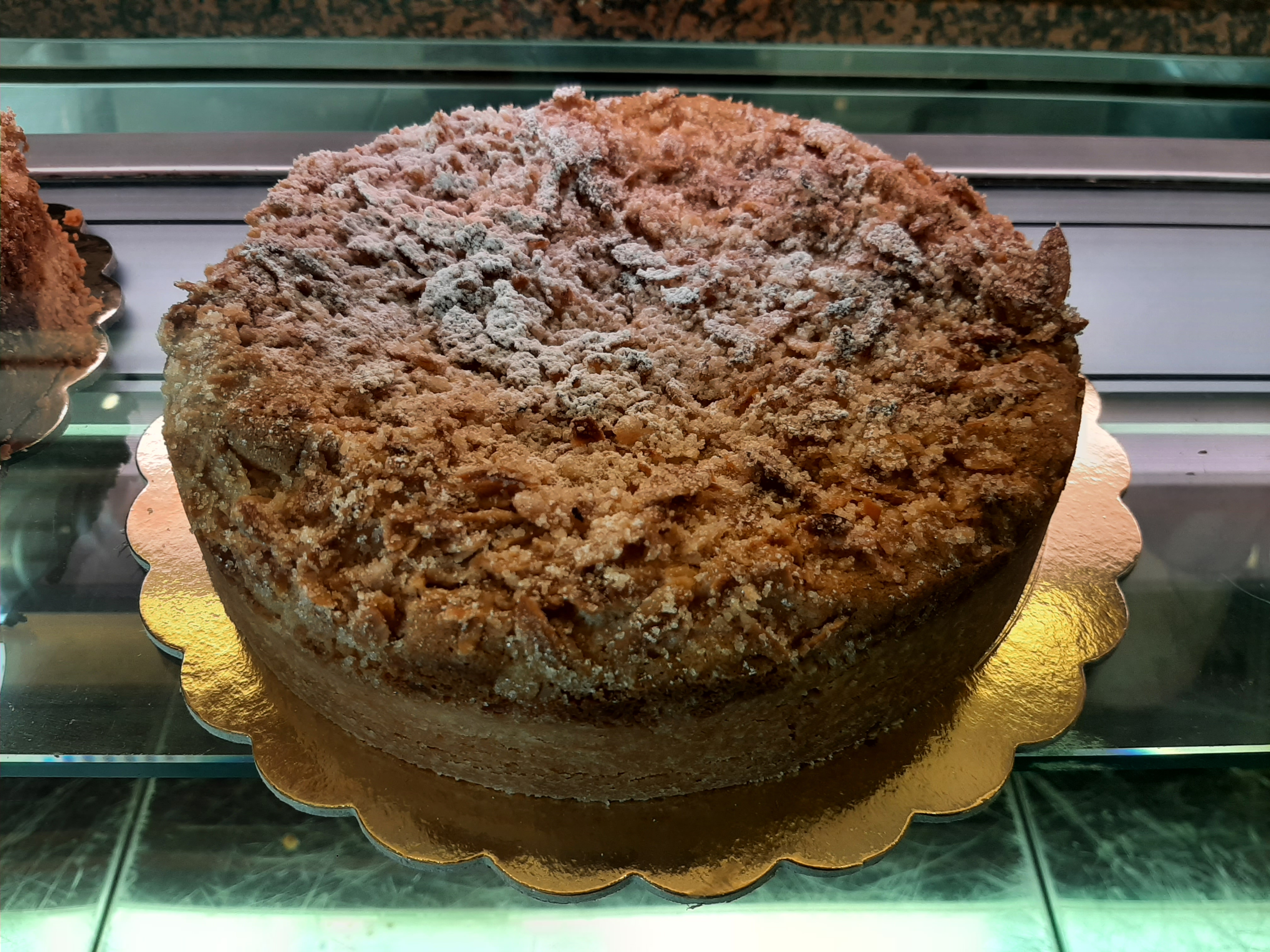
Torta di San Vitale - Pasticceria Sinigaglia di Castegnato

Durante le celebrazioni del 2015 dedicate al santo patrono, il Comune di Castegnato ha indetto un concorso per scegliere la "Torta di San Vitale", destinata a diventare il dolce tipico di Castegnato. Il concorso è stato vinto dalla Pasticceria Sinigaglia di Castegnato, con la presentazione di una torta in pastafrolla con pralinatura e crema frangipane alle mandorle. La ricetta della torta di San Vitale è stata resa pubblica e depositata presso il Comune di Castegnato in modo da potere essere preparata da tutti.

### Eventi

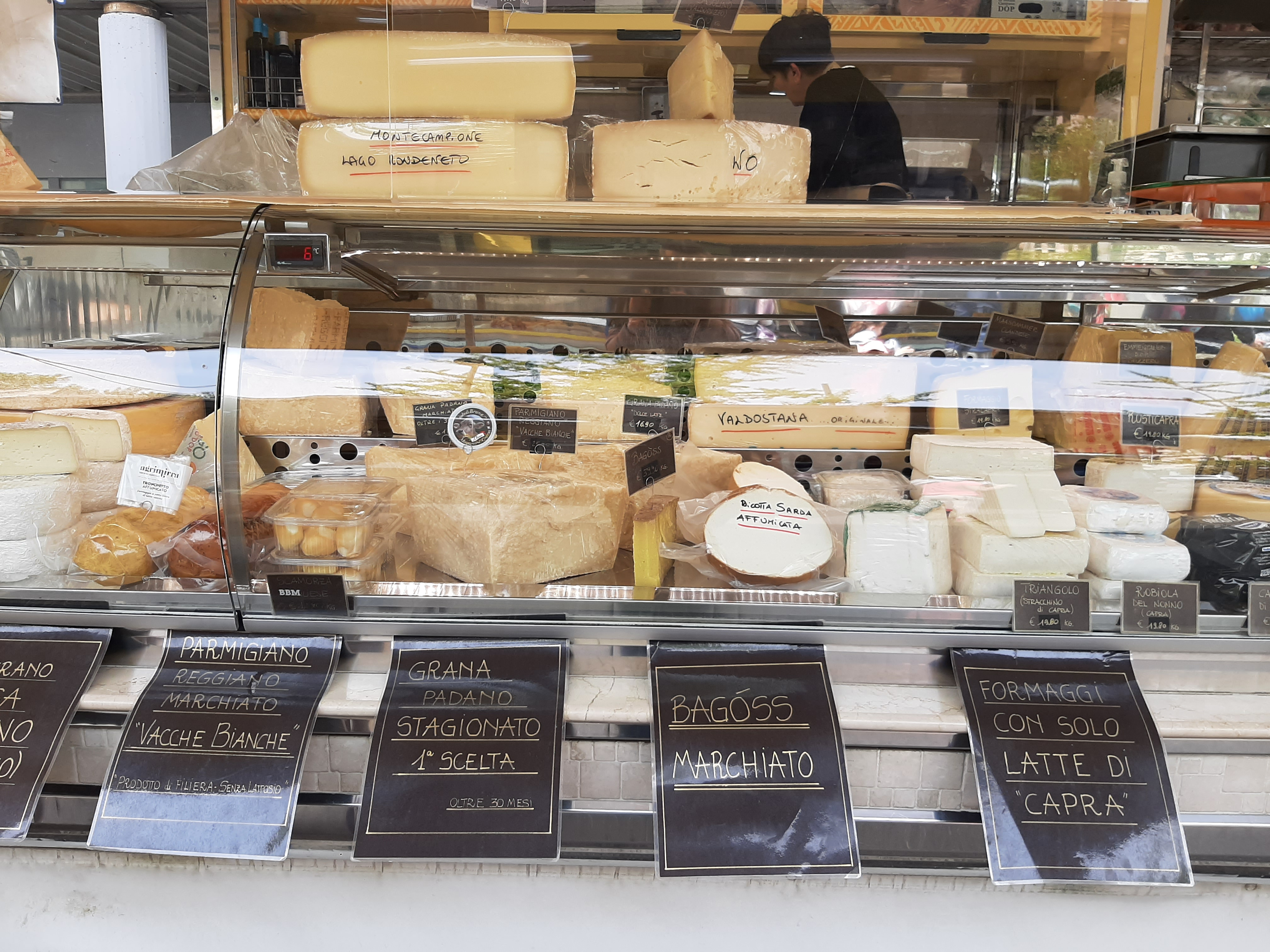
Formaggi esposti al mercato rionale di Castegnato.

La seconda domenica di maggio si svolge a Castegnato la tradizionale festa del patrono, san Vitale martire. Tale tradizione ha inizio nel 1685 quando, durante la costruzione della nuova chiesa di Castegnato, vennero donate le reliquie del santo patrono dal cappuccino fra Giocondo da Padenghe al nobile Girolamo Clera. Tali reliquie sono conservate in un'urna all'interno di un altare della chiesa di San Giovanni Battista e sono portate in processione una volta ogni 25 anni durante il Giubileo. Sebbene siano note le vicende delle reliquie del santo patrono e sia particolarmente venerato dai castegnatesi, non è noto a quale dei tanti "san Vitale martire" appartengano tali reliquie.
Dal 1974 a Castegnato, il primo sabato di ottobre, si svolge il "Palio delle antiche contrade", una gara a staffetta sulla distanza di 1 km, a cui partecipano quattro squadre, una per ogni contrada della città.
Dal 1985, una settimana prima del Palio, si svolge inoltre il "Minipalio", una gara a staffetta su un percorso tra le vie della città (con punto di partenza e arrivo in via Trebeschi) che si estende per circa 400 m. Al Minipalio partecipano quattro squadre di ragazzi, una per ogni contrada della città (in analogia alle regole del Palio delle antiche contrade).
Tutti i sabati in piazza Dante si svolge il tradizionale mercato rionale.

## Geografia antropica

### Suddivisioni storiche
Il paese è suddiviso in quattro contrade: la Piazzetta, il Molino, la Torre e le Porte:
- La Piazzetta si trova nella zona settentrionale della città, in località "Case". È simboleggiata dal colore rosso e non confina con il Molino.
- Il Molino (o Mulino, con riferimento ad un antico mulino fatto costruire in zona dalla famiglia Mainetti[72]) è la contrada più estesa del paese. In passato era la meno abitata, ma la nuova urbanizzazione ha incrementato la popolazione della contrada. Rimane a sud del paese e i suoi colori sono il bianco con tinte d'azzurro.
- La Torre è la contrada meno estesa del paese, ma è una delle più abitate. È simboleggiata dal colore blu, comprende buona parte del centro storico e confina con tutte le altre contrade.
- Le Porte sono simboleggiate dal colore verde e giallo (o oro), che richiamano i grandi portoni caratteristici della contrada. Si sviluppa sulla parte ad est del paese e, come la Torre, confina con tutte le altre contrade.

Tale suddivisione fu stabilita nel 1974, in occasione della prima edizione del "Palio delle antiche contrade".
Intorno al XV secolo a Castegnato risultavano definiti due quartieri, uno a nord e uno a sud, all'interno dei quali si trovavano le contrade la Torre, la Piazzetta (o "Stallo"), il Bosco, la Baitella e il Barco. A queste si aggiungeva la contrada Porte, mentre le contrade Borbone, Pianera e Camaione appartenevano ai comuni di Rodengo e Passirano.
Alle quattro contrade di Castegnato è stato dedicato nel 2018 un murale, opera dell'artista Mario Raineri.

### Località
Il comune di Castegnato comprende le località di Baitella, Buca, Verginello, Pianera, Ponte Baitello e Romiglia.

## Economia

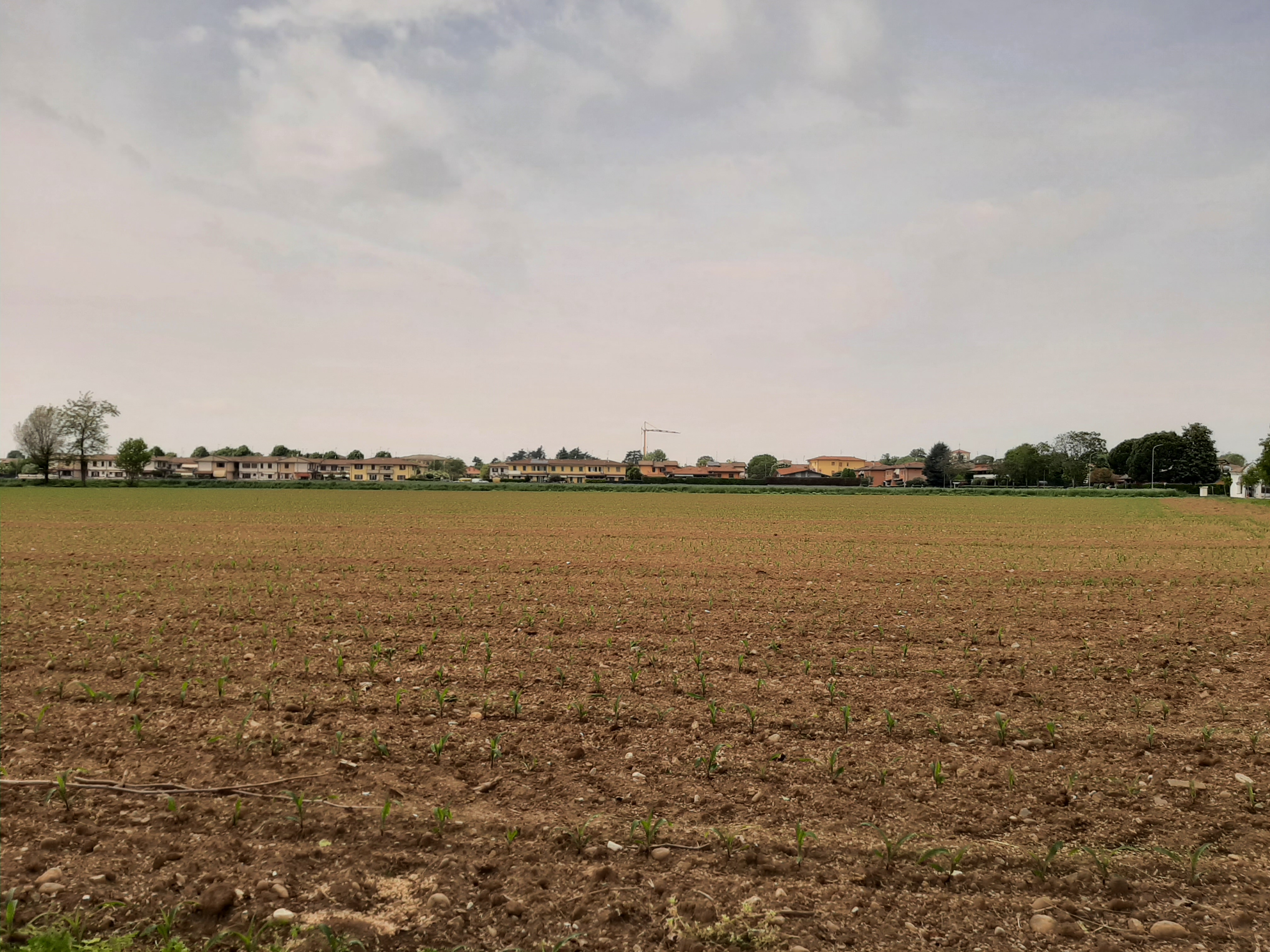
Terreno agricolo a Castegnato

Storicamente, l'economia di Castegnato è stata basata principalmente sull'agricoltura. Nel 1548 Castegnato contava 1656 piò di terra, con più del 93% di tale superficie agricola posseduta dai cittadini. La maggior parte dei terreni agricoli (86%) era in mano a cinque famiglie: i Rodengo, i Baitelli, i Sala, i Dosso e i Bocca. In questo periodo, i prodotti delle coltivazioni comprendevano il vino, il frumento, la segale, il miglio, il panico e legumi. Le opere di sistemazione delle rogge e di realizzazione di nuovi canali per l'irrigazione dei terreni (tra cui l'escavazione della Seriola Castrina e della Seriola Nuova di Chiari), favorirono lo sviluppo agricolo nel territorio di Castegnato.
Nella prima metà del XIX secolo si sviluppa nel territorio bresciano l'industria della seta, che comprendeva la gelsicoltura e l'allevamento dei bachi da seta. A Castegnato nel 1850 tre filatoi per la torcitura della seta, che risentirono dell'atrofia del baco da seta, per cui nel 1876 era rimasto a Castegnato solo un filatoio.

## Infrastrutture e trasporti

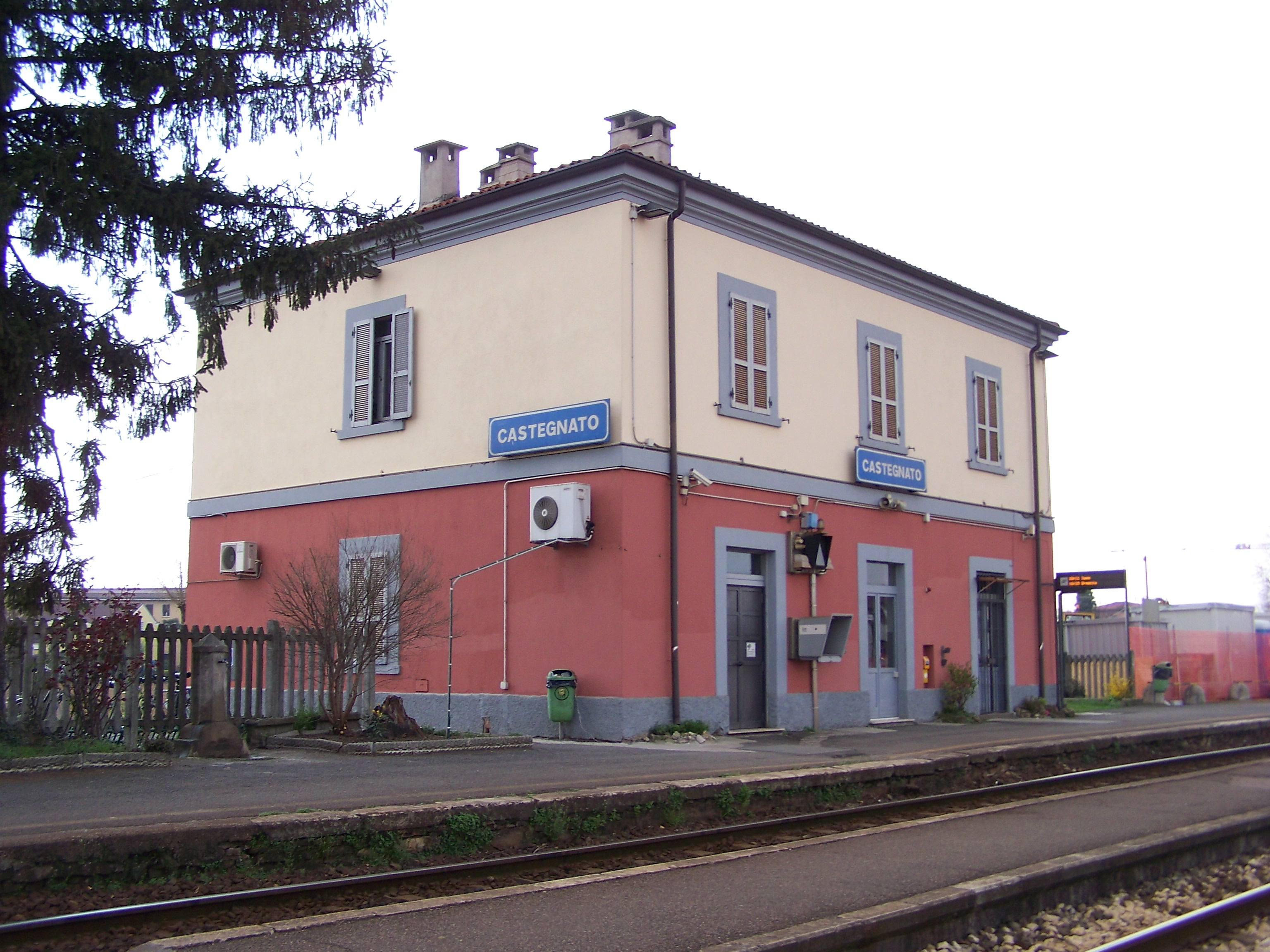
Lato binari della stazione di Castegnato sulla Ferrovia Brescia-Iseo-Edolo

Il territorio comunale è attraversato dall'Autostrada Torino-Trieste, presso il quale si trova l'uscita di Castegnato, che collega quest'ultima al raccordo autostradale dell'A35 con la Tangenziale Sud di Brescia. A sud del centro abitato passa la strada statale 11 Padana Superiore.
A partire dal 1885 Castegnato è servito dall'omonima stazione della ferrovia Brescia-Iseo-Edolo.

## Amministrazione

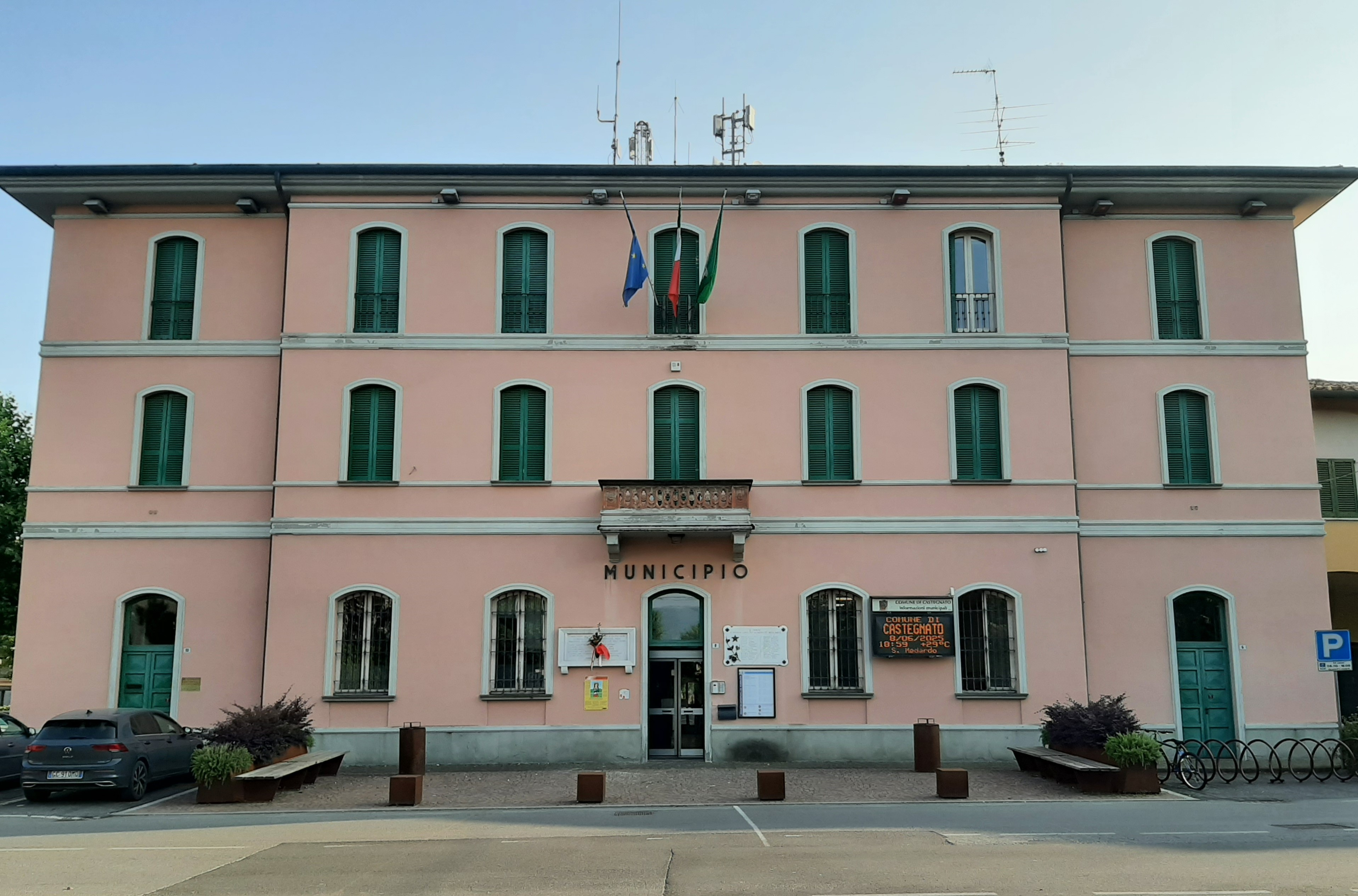
Municipio di Castegnato

| Periodo | Periodo   | Primo cittadino            | Partito                                    | Carica                  | Note |
| ------- | --------- | -------------------------- | ------------------------------------------ | ----------------------- | ---- |
| 1860    | 1863      | Lorenzo Panzerini          |                                            | sindaco                 |      |
| 1863    | 1863      | Gaetano Gottardi           |                                            | sindaco f.f.            |      |
| 1863    | 1864      | Angelo Mainetti            |                                            | sindaco f.f.            |      |
| 1864    | 1864      | Giovanni Battista Bonomini |                                            | sindaco f.f.            |      |
| 1864    | 1866      | Angelo Mainetti            |                                            | sindaco f.f.            |      |
| 1866    | 1867      | Nazzaro Panzerini          |                                            | sindaco                 |      |
| 1867    | 1889      | Pietro Trebeschi           |                                            | sindaco                 |      |
| 1892    | 1899      | Antonio Mainetti           |                                            | sindaco                 |      |
| 1899    | 1902      | Federico Rota              |                                            | sindaco                 |      |
| 1903    | 1903      | Ippolito Conte Calini      |                                            | sindaco                 |      |
| 1903    | 1908      | Giulio Chilovi             |                                            | sindaco                 |      |
| 1908    | 1916      | Ladislao De Leone          |                                            | sindaco                 |      |
| 1916    | 1920      | Angelo Lumini              |                                            | sindaco f.f.            |      |
| 1920    | 1924      | Francesco Mainetti         |                                            | sindaco                 |      |
| 1924    | 1924      | Giacomo Provezza           |                                            | commissario prefettizio |      |
| 1924    | 1926      | Francesco Panzerini        |                                            | sindaco                 |      |
| 1926    | 1928      | Isacco Baffelli            | Partito Nazionale Fascista                 | podestà                 |      |
| 1928    | 1928      | Franco Guarnieri           |                                            | commissario prefettizio |      |
| 1929    | 1931      | Guglielmo Pedroni          | Partito Nazionale Fascista                 | podestà                 |      |
| 1931    | 1931      | Giuseppe Ontaci            |                                            | commissario prefettizio |      |
| 1931    | 1934      | Francesco Panzerini        | Partito Nazionale Fascista                 | podestà                 |      |
| 1934    | 1934      | Giuseppe Giarruso          |                                            | commissario prefettizio |      |
| 1934    | 1935      | Lorenzo De Leone           | Partito Nazionale Fascista                 | podestà                 |      |
| 1935    | 1942      | Federico Serlini           | Partito Nazionale Fascista                 | podestà                 |      |
| 1942    | 1943      | Antonio Rodengo            |                                            | commissario prefettizio |      |
| 1943    | 1945      | Luigi Vecchi               |                                            | commissario prefettizio |      |
| 1945    | 1945      | Beniamino Chilovi          |                                            | commissario prefettizio |      |
| 1945    | 1945      | Guido Mangano              | Comitato Liberazione Nazionale             | sindaco                 |      |
| 1945    | 1945      | Francesco Savio            | Comitato Liberazione Nazionale             | sindaco                 |      |
| 1945    | 1946      | Gervasio Mainetti          | Comitato Liberazione Nazionale             | sindaco                 |      |
| 1946    | 1956      | Giuseppe Mainetti          | Democrazia Cristiana                       | sindaco                 |      |
| 1956    | 1960      | Francesco Vecchi           | Democrazia Cristiana                       | sindaco                 |      |
| 1960    | 1964      | Luigi Presti               | Democrazia Cristiana                       | sindaco                 |      |
| 1964    | 1968      | Arturo Crema               | Democrazia Cristiana                       | sindaco                 |      |
| 1968    | 1968      | Ottorino Piovanelli        | Democrazia Cristiana                       | sindaco f.f.            |      |
| 1968    | 1980      | Agostino Rodengo           | Democrazia Cristiana                       | sindaco                 |      |
| 1980    | 1990      | Carlo Ciapetti             | Democrazia Cristiana                       | sindaco                 |      |
| 1990    | 2004      | Lorenzo Vimercati          | Democrazia Cristiana, poi Unione di Centro | sindaco                 |      |
| 2004    | 2014      | Giuseppe Orizio            | Partito Democratico                        | sindaco                 |      |
| 2014    | 2024      | Gianluca Cominassi         | Partito Democratico                        | sindaco                 |      |
| 2024    | in carica | Patrizia Turelli           | Castegnato al centro                       | sindaco                 |      |

### Gemellaggi

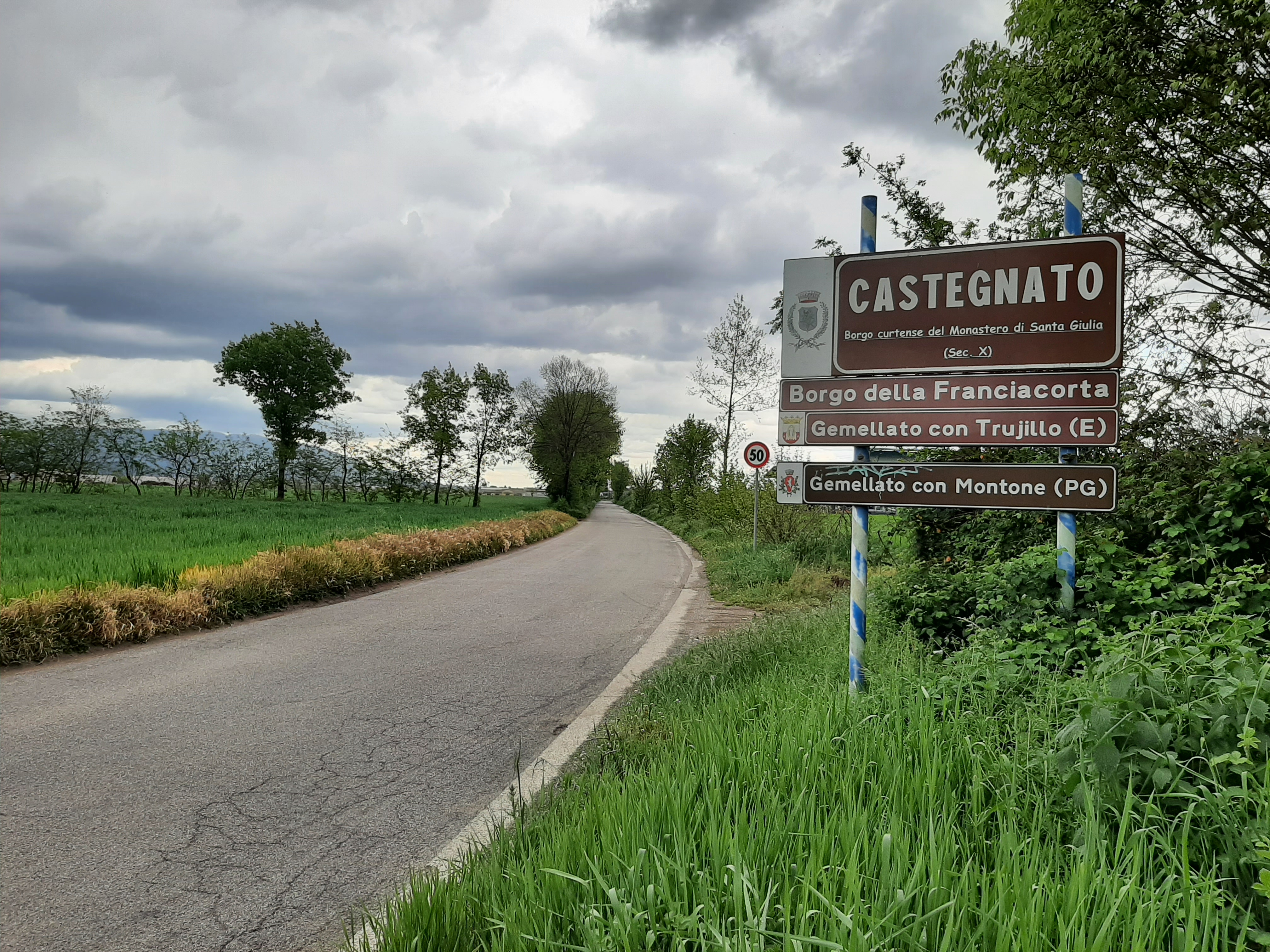
Indicazione delle città gemellate con Castegnato in un cartello all'ingresso in via Cavour

Castegnato è gemellata con:
- Trujillo,  Spagna[83]
- Montone,  Italia[84]

## Sport
Il campo sportivo comunale di Castegnato è stato lo stadio della squadra di calcio A.S.D. Atletico Castegnato, (che nel 2022 ha cambiato il nome in "Cast Brescia") e della A.S.D. Rigamonti Castegnato.